# Idaea lacteipennis
Idaea lacteipennis là một loài bướm đêm trong họ Geometridae.